# Carl Breuer (Manager)
Carl Breuer (* 4. Juni 1902 in Beuel; † nach 1967) war ein deutscher Manager und Vorstandsvorsitzender der Allgäuer Alpenmilch AG (einer Tochtergesellschaft der  Schweizer Ursina AG) mit einem Umsatz von über 300 Millionen D-Mark im Jahr 1963.

## Leben
Carl Breuer, Sohn des Kaufmanns Johann Breuer, machte nach dem Gymnasium eine Lehre beim Bankhaus Sal. Oppenheim in Köln. Daran schloss sich ein Jura- und Volkswirtschaftsstudium an. 1936 promovierte er an der Universität zu Köln.
Vor seiner Tätigkeit bei der Allgäuer Alpenmilch AG war er Vorstandsmitglied der Werner & Mertz AG (Erdalwerke) zu Mainz. 1937 war er Prokurist der Allgäuer Alpenmilch AG.
Breuer war Rotarier und sprach Englisch und Französisch.
Er war 1967 auch Geschäftsführer der Alete Pharmazeutische Produkte GmbH, der Alpursa GmbH und der ebenfalls von der Allgäuer Alpenmilch AG gegründeten St. Ursula Weingut und Kellerei GmbH in Bingen am Rhein (heutige Binderer St. Ursula Weinkellerei GmbH).
Zudem gehörte er dem Beirat Bayern der Deutschen Bank an.
Sein Sohn war der ehemalige Vorstandssprecher der Deutschen Bank, Rolf-Ernst Breuer.

## Veröffentlichungen (Auswahl)
- Das Kontingent der Roggen- und Weizenmühlen – Zugleich ein Beitrag zur rechtlichen Erfassung des Kontingentbegriffs, Stuttgart 1938. (Dissertation)